# Regest
El regest és un registre o catàleg (del llatí tardà regesta, -orum) que conté el resum del contingut d'un o diversos documents.
Habitualment s'elaboren regestos de pergamins, documents, lligalls, etcètera de documentació de diferents èpoques, amb valor històric, literari o cultural en general. El regest sol contenir una informació mínima útil per a la seva utilització: tipus de document, data, notari que l'estengué (si és el cas), actors (en el cas del testament, qui el signa i qui el rep, a més de marmessors i hereus; en el dels contractes de compravenda, el del comprador, del venedor, i de les fiances, si n'hi ha), llengua o llengües en què s'escriu, resum del seu contingut, fent especial èmfasi en els elements diferencials d'aquell document davant d'altres semblants...
A l'edat mitjana tenia el significat de registre; en diplomàtica, el recull ordinari de documents i actes no reproduïts per enter. És una manera més ràpida i econòmica que l'edició integral, per tal de crear l'accessibilitat dels estudiosos als fons documentals.
Segons l'historiador Raffaello Morghen, en el regest convé donar el resum del document singular sense ometre'n cap dada rellevant. El destí del regest determina l'amplitud del document, és a dir, la quantitat d'informació que s'hi recull.